# Equines Sarkoid
Das Equine Sarkoid (ES) ist ein Hauttumor, der bei Pferden, Eseln, Maultieren und Zebras auftritt. Das equine Sarkoid metastasiert nie, führt also nicht zu Metastasen in die inneren Organe. Da diese Tumoren aber expansiv wachsen und nach Operationen häufig rezidivieren, werden sie als semimaligne bezeichnet. Es sind Pferde aller Altersklassen und aller Rassen betroffen, entdeckt werden diese Tumoren aber meist bei relativ jungen Tieren, im Mittel im Alter von 4,5 Jahren. Equine Sarkoide sind die häufigste Hauterkrankung des Pferdes, die zur Euthanasie führen. Sie sollten daher immer ernst genommen und nicht als kosmetischer Makel betrachtet werden.
Der Tumor kann einzeln (solitär) oder an mehreren Stellen gleichzeitig (multipel) auftreten. Er ist nicht zu verwechseln mit der equinen Sarkoidose, einer völlig anderen Erkrankung.

## Ursache
Das Equine Sarkoid wird durch ein  Papillomavirus des Rindes verursacht. Es gibt geografische Unterschiede in der Nachweishäufigkeit des Bovinen Papillomvirus Typ 1 (BPV-1) und des Typ 2 (BPV-2). In Europa wird häufiger BPV-1 gefunden, in ca. 20 % der Fälle auch  BPV-2. In den USA werden BPV-1 und -2 zum Teil gleich häufig beobachtet. Die DNA dieser Viren kann in bis zu 100 % aller Tumoren nachgewiesen werden. Außerdem können im Blut betroffener Equiden Teile des Virusgenoms nachgewiesen werden.
Eine genetische Prädisposition wurde für das Quarter Horse, Araber und Appaloosa beschrieben.

## Klinisches Bild

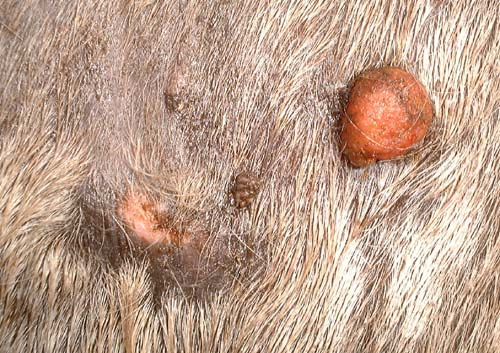
Okkultes Sarkoid (haarlose Stelle links) sowie ein noduläres Sarkoid (rechts) in direkter Nachbarschaft.

Das Equine Sarkoid tritt gehäuft am Kopf (Augen, Mundwinkel, Ohransatz), den Achseln und Innenschenkeln sowie am Präputium auf.
Es können verschiedene Tumortypen auftreten. Nach Pascoe und Knottenbelt lassen sich sechs Typen unterscheiden:
- Typ 1: Das okkulte Sarkoid: Es erscheint als meist haarlose, wenig erhobene und manchmal leicht knotige und hyperkeratotische Umfangsvermehrung.
- Typ 2: Das verruköse Sarkoid: Es erscheint als warzenartige Umfangsvermehrung mit Hyperkeratose.
- Typ 3: Das noduläre Sarkoid: Es erscheint als subkutaner Knoten unterschiedlicher Größe und kann gestielt sein. Die darüber liegende Haut ist meist haarlos, aber intakt.
- Typ 4: Das fibroblastische Sarkoid: Es erscheint blumenkohlartig, mit ulzerierter Oberfläche und seröser Exsudation. Es kann auch gestielt sein.
- Typ 5: Das gemischte Sarkoid: Es zeigt Erscheinungsbilder von verrukösem, nodulärem und fibroblastischem Sarkoid.
- Typ 6: Das malevolente Sarkoid: Es erscheint oft nach multiplem Trauma und kann die Lymphbahnen infiltrieren. Man sieht dann Knoten an deren Verlauf.

Sowohl nach unvollständiger Entfernung, Manipulation durch das Tier selbst oder durch den Tierhalter als auch spontan können sich die erstgenannten, leichten Typen in schwere Typen verwandeln.

## Behandlung
Die Behandlungsmöglichkeiten bei equinen Sarkoiden sind sehr vielfältig und umfassen neben den klassischen Tumortherapien Chirurgie, Chemotherapie und Strahlentherapie auch spezifische und unspezifische Impfungen.
Die jeweils beste Behandlungsoption sowie die Erfolgsaussichten hängen stark von der Lokalisation, der individuellen Ausprägung des Sarkoides sowie den bereits durchgeführten Therapieversuchen ab. Eine Kombination mehrerer Therapieformen kann angewendet werden.

### Chirurgie
Das Spektrum der chirurgischen Eingriffe umfasst neben der klassischen scharfen Chirurgie auch Kryochirurgie, Laserchirurgie und Elektrochirurgie.

### Chemotherapie
Chemotherapie wird bei equinen Sarkoiden in der Regel als lokale Therapie angewendet. Die Ansätze reichen von der Applikation von Salben bis zur Injektion von Chemotherapeutika direkt in den Tumor.

#### Elektrochemotherapie
Auch bei equinen Sarkoiden wird mittels Elektrochemotherapie versucht, die wirksame Konzentration des Chemotherapeutikums intrazellulär durch Elektroporation zu erhöhen. Versuche dazu wurden unter anderem mit Bleomycin, Cisplatin und Carboplatin gemacht.

### Strahlentherapie
Eine sehr gute Erfolgsaussicht besteht mit Strahlentherapie, entweder als Brachy- oder als Teletherapie. Die Ansprechrate wird, je nach Studie und untersuchtem Zeitraum, mit ca. 80 % bis über 90 % angegeben. Limitiert wird diese Therapieform für Selbstzahler durch die Kosten, so dass sie vor allem bei kleineren Läsionen und solchen, bei denen andere Verfahren versagen, eingesetzt wird. Für Tierhalter mit OP-Versicherung besteht die Möglichkeit einer Kostenübernahme auch bei Strahlentherapie.

### Immuntherapie
Als unspezifisch Stimulation des Immunsystems wird die Impfung mit Bacillus Calmette-Guérin, einem Impfstoff gegen Tuberkulose angewendet. Auch die Herstellung einer Autovaccine ist möglich. Im Rahmen einer Studie ist es gelungen, mit einer spezifischen Impfung direkt in den Tumor eine systemische Immunstimulation zu induzieren. Hierbei wird ein Influenza-Virus genutzt, das spezifisch Antigene des bovinen Papillomavirus 1 präsentiert.

### Weitere Therapieversuche und Ansätze
Eine Studie aus dem Jahr 2010 beschreibt die erfolgreiche Behandlung von Equinen Sarkoiden durch lokale Aciclovir-Applikation, die täglich über mehrere Monate erfolgt. Die hohe Verfügbarkeit von Produkten auf der Basis von Aciclovir führte in der Folge zu einer gestiegenen Anzahl an Therapieversuchen durch Tierbesitzer. In einer doppelt Blindstudie aus dem Jahr 2017 konnte jedoch kein signifikanter Unterschied zu einem Placebo nachgewiesen werden, so dass die Anwendung als wirkungslos betrachtet werden muss.